# 지중해 난민 밀수
지중해 난민 밀수에 관한 문서이다.

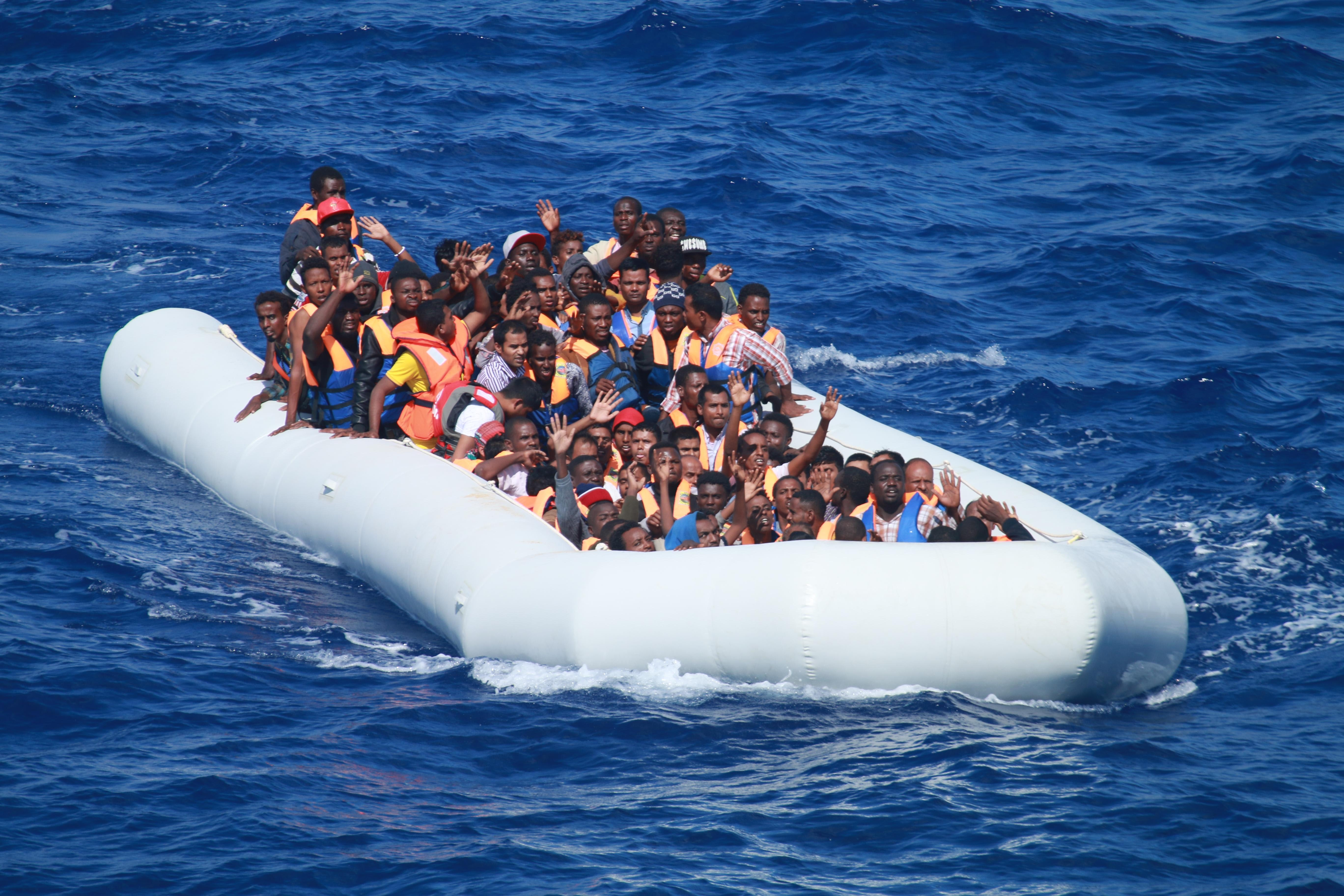
2013년 지중해에서 팽창식 선박에 탑승한 난민들

유엔에 따르면 인간 밀수는 "직간접적으로 금전적 또는 기타 물질적 이익을 얻기 위해 국민 또는 영주권자가 아닌 사람을 불법 입국시키는 행위"로 정의된다. 역사 전반에 걸쳐 이주 흐름이 왔다가 사라졌지만, 현재 인간 이동을 둘러싼 숫자는 전례가 없다. 지리적, 경제적, 인구학적 요인은 시간이 지남에 따라 뚜렷한 이주 패턴과 경로를 만든다. 2020년에는 전 세계적으로 2억 8,100만 명의 국제 이주민이 있었으며 이는 세계 인구의 3.6%를 차지했다. 이는 전체 인구 중 작은 비율이지만 자신이 태어난 곳이 아닌 다른 국가에 거주하는 사람의 수는 1970년 이후 3배 이상 증가했다. 최근 지중해에서 발생한 이주 사건을 살펴보면 바다를 건너는 것이 주요 방법이었다. 밀수업자는 난민을 유럽으로 입국시키기 위해 사용된다. 2015년 난민 위기 이후 중앙지중해 지역은 세계에서 가장 치명적인 이주 경로로 지정되었다. 2024년에는 약 28,000명의 난민이 유럽에 도착했으며, 그 과정에서 11,000명 이상이 지중해를 건너고 있다.